# Alcalá de los Gazules
Alcalá de los Gazules település Spanyolországban, Cádiz tartományban. Alcalá de los Gazules Los Barrios, Benalup-Casas Viejas, Jimena de la Frontera, Medina-Sidonia, Paterna de Rivera, Jerez de la Frontera, Castellar de la Frontera és Cortes de la Frontera községekkel határos. Lakosainak száma 5223 fő (2024).

## Népesség
A település lakosságának változását az alábbi diagram mutatja:
| Lakosok száma | 5596 | 5590 | 5650 | 5619 | 5549 | 5377 | 5316 | 5219 | 5245 | 5223 |
|               | 2001 | 2004 | 2006 | 2009 | 2011 | 2014 | 2016 | 2019 | 2021 | 2024 |